# Gilliam Davidts

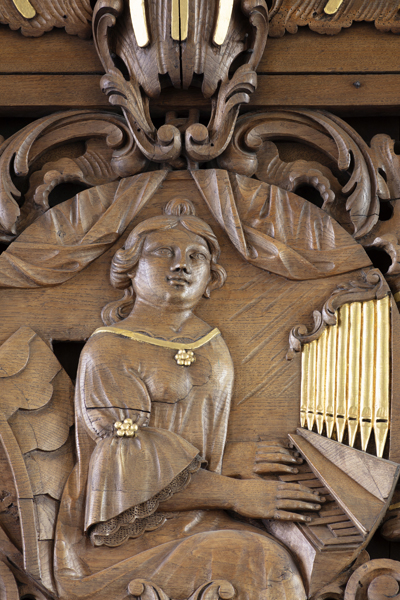
Orgel in Velzeke

Gilliam Davit (Davidts) (17de eeuw – Antwerpen, 1749) was een Zuid-Nederlands orgelbouwer.
Zijn werklijst vangt aan met de bouw van een orgel in Wetteren. Hierbij kreeg hij assistentie van het brouwerszoontje Pieter Van Peteghem, die hij daarna in het vak opleidde. 
Van zijn zoon, eveneens Gilliam Davidts, wordt een huisorgeltje bewaard in het Muziekinstrumentenmuseum in Brussel.

## Werklijst

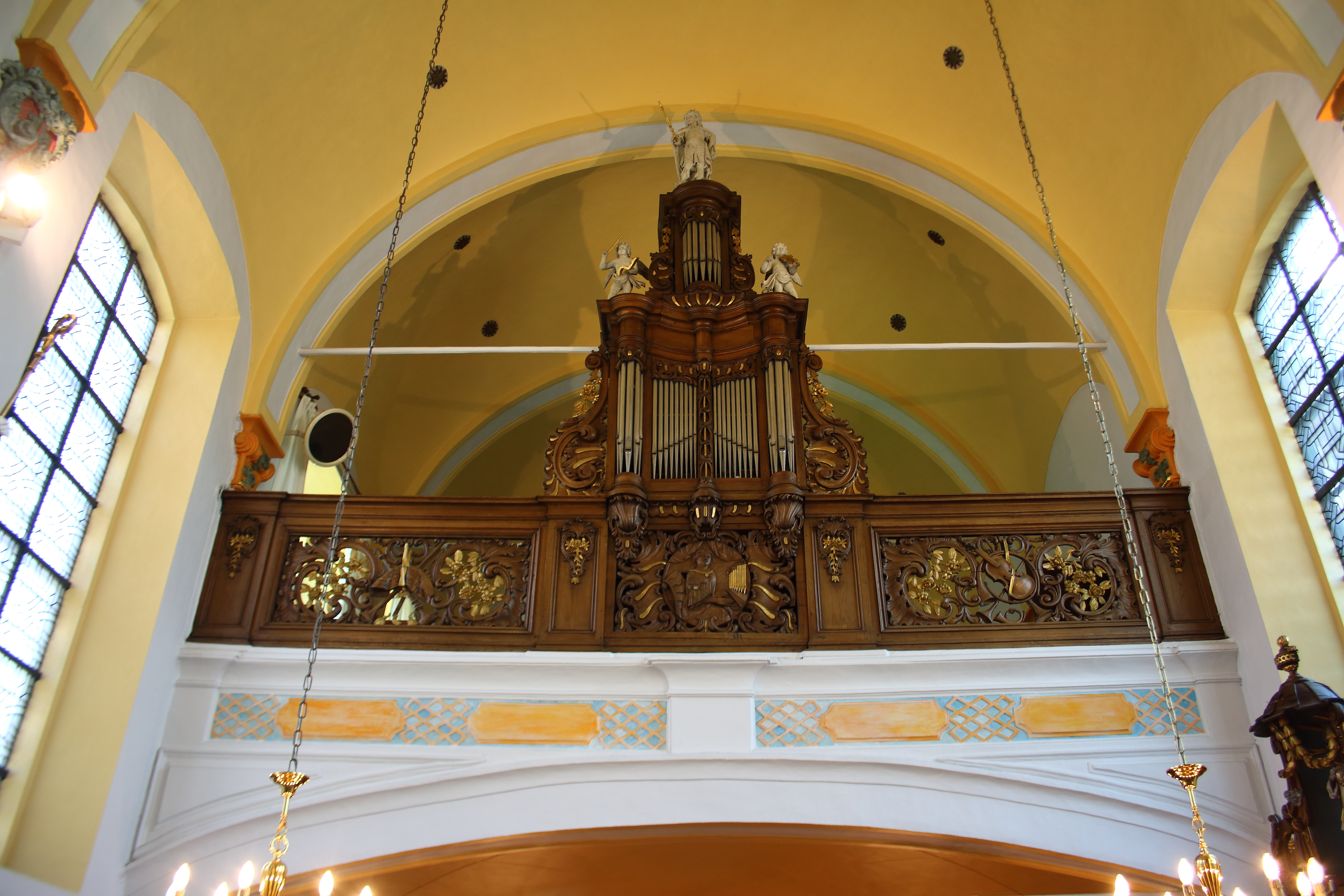
Orgel te Velzeke

- 1722: Wetteren: bouw van een orgel, assistentie door Pieter Van Peteghem
- Onze-Lieve-Vrouwekathedraal (Antwerpen), werkzaamheden
- 1734: Mechelen, minderbroeders, werkzaamheden
- 1742: Merksem, verbouwing van een instrument van 1710 door Davidts, nu in Houtem (Vlaams-Brabant), gerestaureerd in 2006 door Joris Potvlieghe
- 1743: Sint-Pieterskerk (Turnhout), werkzaamheden
- 1748: Hemiksem, in 1775 naar het klooster te Velzeke overgebracht